# Détroit (Michigan)

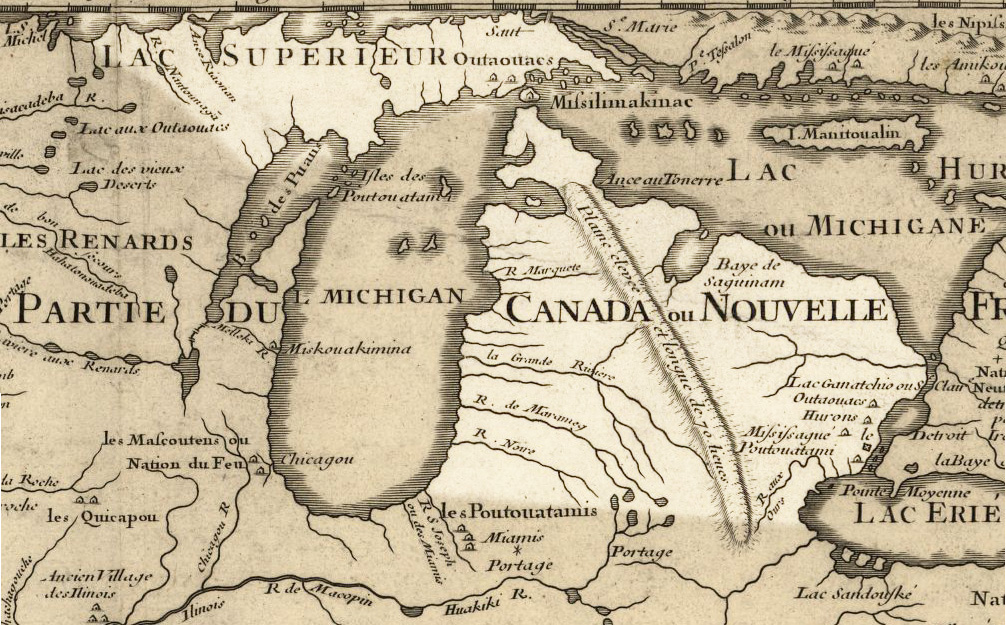
Carte des Grands Lacs et du « détroit » par Guillaume Delisle en 1718.

Pour les articles homonymes, voir Détroit (homonymie) et Detroit.
Détroit (/de.tʁwa/  ; en anglais : Detroit /dɪˈtɹɔɪt/, localement /ˈditɹɔɪt/) est la principale cité (city) de l'État du Michigan aux États-Unis, beaucoup plus connue que sa capitale Lansing, et siège du comté de Wayne. Située dans le Midwest américain, au sein de la Frost Belt et de la Rust Belt (anciennement nommée la Manufacturing Belt), et au cœur de la région des Grands Lacs, la ville est fondée en 1701 par un Français : Antoine de Lamothe-Cadillac. Son nom provient d'ailleurs du mot français « détroit », en référence au passage aquatique naturel entre les lacs Sainte-Claire et Érié : la rivière Détroit, sur la rive Nord de laquelle la ville est située, dont le cours marque une partie de la frontière entre le Canada et les États-Unis. Étape importante du système de navigation qui, par la voie maritime du Saint-Laurent, permet d'atteindre l'Atlantique depuis l'intérieur du continent, cette ville portuaire est donc aussi une ville frontière.
Entre 1900 et 1930, l'industrie automobile lui donne son surnom : « the Motor City » ou « Motown » et est à l'origine de son développement considérable, sa population passant de 265 000 à plus de 1,5 million d'habitants.
Entre 1950 et 1960, le développement du système de l'Interstate highway permet à ses habitants de se déplacer en banlieue et d'aller au travail en voiture.
À partir de 1950, la population de Detroit (de 1,8 million d'habitants) commence à baisser. La population blanche diminue alors, tandis que des Noirs pauvres du Sud y immigrent. Le 23 juillet 1967, de violentes émeutes éclatent dans les quartiers est, qui restent les plus sanglantes de l'histoire des États-Unis. La réputation de la ville s'en ressent, la population euro-américaine la quittant massivement. En 1973, le premier maire noir (Coleman Young) est élu. À partir du début des années 1980, les Afro-Américains constituent la majorité de la population. Parmi les villes de 100 000 habitants et plus, Détroit a le plus grand pourcentage de résidents noirs des États-Unis en 2010 avec 82 %.
En 2017, avec ses 673 104 habitants, Détroit n'était plus que la dix-huitième ville du pays par sa population, son agglomération (Metro Detroit, 4 467 592 habitants) étant la onzième du pays. En 2013, elle est la première grande ville américaine à demander une mise en faillite, ayant cumulé depuis des années une dette, devenue impayable, d'environ 18,5 milliards de dollars américains. En 2017, Détroit essaie de conjurer ce déclin, montrant des signes de renaissance dans quelques quartiers, tandis que les relations avec les milieux d'affaires sont peu à peu rétablies.
En 2015, Détroit a rejoint le mouvement Fab City, suivant l'appel lancé par le maire de Barcelone, Xavier Trias, à ce que toutes les villes du monde deviennent autosuffisantes pour 2054.

## Histoire

### Période française
La ville est fondée en 1701 par le Français Antoine de Lamothe-Cadillac. La colonie est baptisée « Fort Pontchartrain du Détroit » en l'honneur de Louis II Phélypeaux de Pontchartrain, ministre de la Marine de Louis XIV, et selon la configuration des lacs Sainte-Claire et Érié dont elle occupe les rives occidentales. La colonie se développe à Détroit, mais sa présence ne consolide pas les liens entre les tribus de l'ouest et les Français, presque toutes les fourrures prenant la route de New York.
En 1710, Cadillac est envoyé en Louisiane. Laissée à elle-même, la colonie survit difficilement. La situation s'améliore en 1728 avec l'arrivée de Henri-Louis Deschamps de Boishébert qui favorise l'arrivée de nouveaux colons. En 1740, environ 100 familles occupent les lieux.
En 1749, afin d'augmenter l'influence française dans la région, la couronne offre des terres gratuitement aux familles désireuses de s'y installer, notamment sur la rive sud.

### Période britannique
Après la capitulation de Montréal en 1760, le major Rogers et ses 200 Rangers sont envoyés pour prendre possession de Détroit, alors sous le commandement français de François-Marie Picoté. Ils rencontrent le chef amérindien Pontiac en chemin et ce dernier se montre pacifique avec ces hommes, qui tout récemment encore étaient ses ennemis. Les Britanniques ont promis aux Indiens de l'ouest des échanges commerciaux plus avantageux dans le but d'acquérir leur loyauté. Cependant, les intentions des Britanniques sont bien différentes de leurs promesses. Les Français ont l'habitude d'approvisionner leurs alliés indiens en fusils et en munitions ainsi que de leur assurer certains services gratuitement. Le général Amherst décide que, dorénavant, s'ils désirent des armes, les Indiens doivent les obtenir grâce à des échanges commerciaux. De plus, les tribus doivent maintenant se rendre elles-mêmes aux postes de traite britanniques pour commercer et il est interdit en outre aux commerçants britanniques d'acheter leurs biens avec du rhum. Les Indiens sont furieux et ne manquent pas de protester. En juin 1761, selon le nouveau commandant de Détroit Donald Campbell, les Outaouais incitent « toutes les nations de la Nouvelle-Écosse jusqu'à l'Illinois à prendre la hache de guerre contre les Anglais ».
Lorsque les troupes britanniques arrivent à Détroit, elles ont en leur possession le texte du traité de Paris par lequel la France renonce à ses possessions en Nouvelle-France. Les nations amérindiennes alliées des Français refusent cette situation et continuent la guerre contre les Britanniques.
Le 27 avril 1763, le chef Pontiac parlemente lors d'un conseil des chefs des différentes nations amérindiennes, à environ une quinzaine de kilomètres au sud du fort de Détroit. Il rappelle les enseignements du sage prophète Neolin qui prônait l'unité des nations amérindiennes. Pontiac convainc un certain nombre de nations, telles que les Outaouais, Ojibwés, Potéouatamis et Hurons-Wendats à se joindre à lui dans une tentative de s'emparer du fort de Détroit. Commence en mai 1763 le siège de Fort Détroit pour en chasser les Britanniques.
Finalement, les Potowatomis et les Hurons se dissocient alors de Pontiac et brisent l'alliance. Le 25 juillet, Jacques Godfroy revient du fort de Chartres en Louisiane française avec une mauvaise nouvelle : la France n'enverra aucun renfort pour venir en aide à Pontiac. Le moral est au plus bas lorsque, le 29 juillet, les Britanniques organisent une contre-attaque avec 247 soldats qui surgissent du fort Détroit. Pontiac et ses hommes ont été informés de l'attaque par des Canadiens français et attendent les soldats britanniques, qui sont mis en pièces.
Pontiac entreprend alors de se rendre lui-même en Louisiane pour demander des renforts au commandant Neyon. Il arrive sur les lieux en avril 1764 et Neyon lui explique qu'il ne peut se battre puisque la France et la Grande-Bretagne sont à nouveau en paix. Pendant son absence, un rival de Pontiac nommé Manitou entreprend de mettre fin aux hostilités et de pacifier les derniers partisans de Pontiac.

### Depuis l'indépendance
Selon les termes du traité de Paris, en 1783, Détroit est cédée au nouveau pays indépendant, les États-Unis d'Amérique. Les Britanniques, cependant, refusent de se plier à cette clause du traité. Les Américains ne peuvent prendre possession de Détroit qu'en 1796, au terme du traité de Londres.
En 1805, Détroit subit un incendie dévastateur, qui détruit la majeure partie de l'architecture coloniale française de la ville. Seuls un ancien entrepôt près de la rivière ainsi que les cheminées en briques subsistent. Peu après, le père Gabriel Richard prononce la fameuse sentence latine, Speramus Meliora ; Resurget Cineribus (« Nous espérons des temps meilleurs ; elle renaîtra de ses cendres. ») qui est devenu la devise officielle de la ville. Le juge Augustus B. Woodward dessine un plan, semblable à la conception de Pierre Charles L'Enfant pour la ville de Washington. Celui-ci organise un quadrillage de rues perpendiculaires autour d'une artère principale, nommée Woodward, elle-même perpendiculaire à la rivière. Ce plan crée également les quartiers de Grand Circus Park et Campus Martius.
De 1805 à 1847, Détroit est la capitale du Territoire, puis de l'État du Michigan. La ville tombe aux mains des Britanniques durant la guerre anglo-américaine de 1812, puis est reconquise par les Américains en 1813.
Avant la guerre de Sécession, la proximité de la frontière canadienne fait de Détroit un arrêt stratégique le long du chemin de fer clandestin.
Au cours du XIXe siècle, les urbanistes, suivant la philosophie de City Beautiful, construisent un certain nombre de bâtiments des styles Beaux-Arts et baroque. Vers la fin du siècle, Détroit est alors surnommée le « Paris du Midwest » pour son architecture élégante et ses espaces publics ouverts.

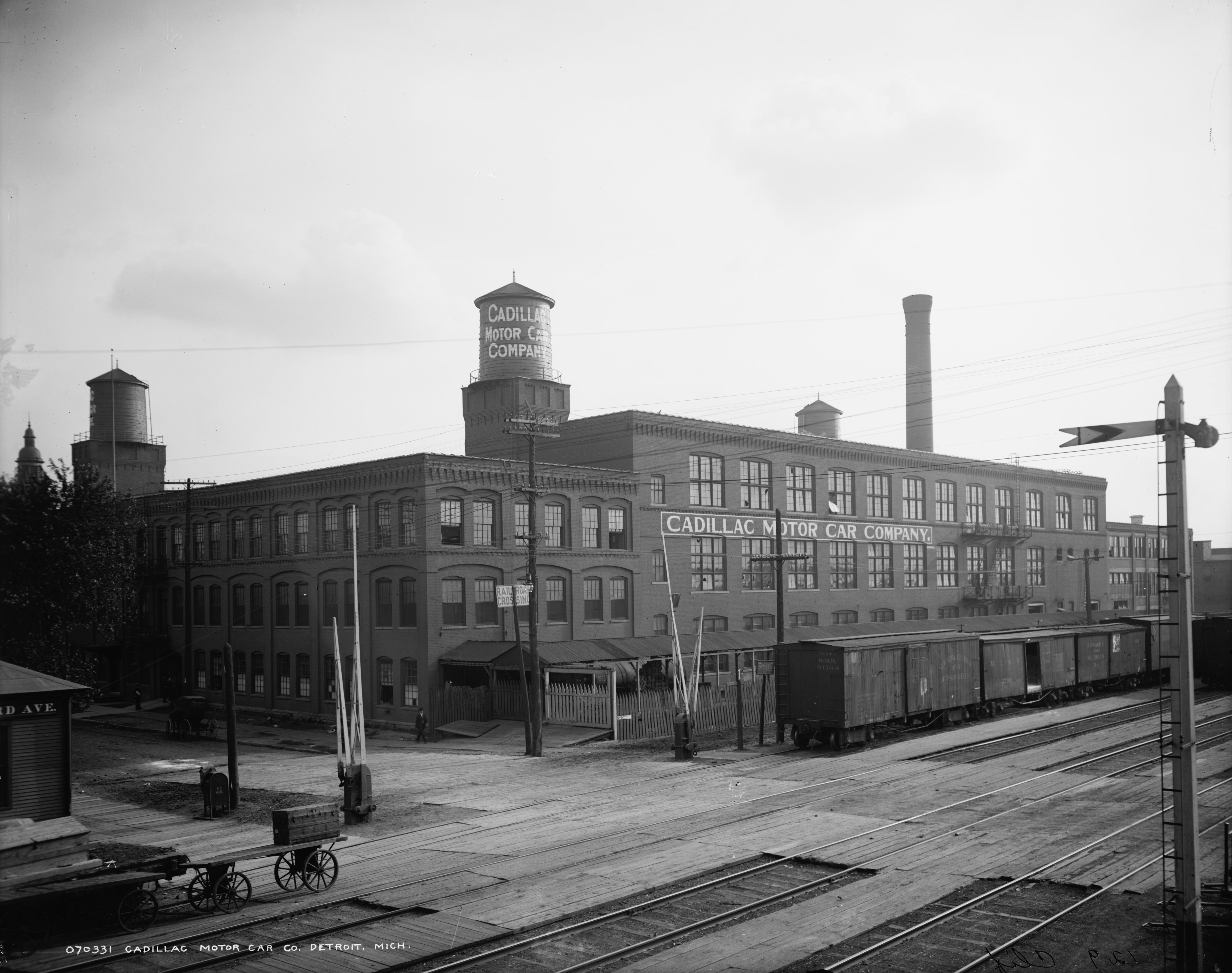
Cadillac Motor Co. (1910).

La situation stratégique de Détroit au cœur des voies navigables des Grands Lacs en fait un centre logistique. La ville a continuellement grandi à partir de 1830 autour du transport lacustre, des chantiers navals et des industries manufacturières.
En 1896, Henry Ford y construit sa première fabrique automobile, dans un atelier situé sur Mack Avenue. En 1904, il fonde la Ford Motor Company. Henry Ford et d'autres pionniers de l'automobile comme William Crapo Durant (General Motors), les frères Dodge, les frères Packard, Walter Chrysler, etc. sont à l'origine du statut de capitale mondiale de l'automobile attribué à Détroit. Gourmande en espace, l'industrie automobile se développe également rapidement en banlieue, à Hamtramck et Highland Park.
Entre 1900 et 1930, la ville se développe énormément, sa population augmente de 265 000 à plus de 1,5 million d'habitants. La croissance explosive de la cité ne se fait pas sans dommages. L'air et l'eau de la région sont pollués, et les rives du lac sont outrancièrement industrialisées et interdites aux résidents. Les taudis se sont développés dans plusieurs quartiers, en particulier la partie est, de plus en plus peuplée par les Afro-Américains, dès 1920. La tension raciale entre les résidents noirs et blancs mène à des émeutes, en 1943. En 1950, Détroit affiche une population de 1 850 000 habitants.

#### Déclin de la ville

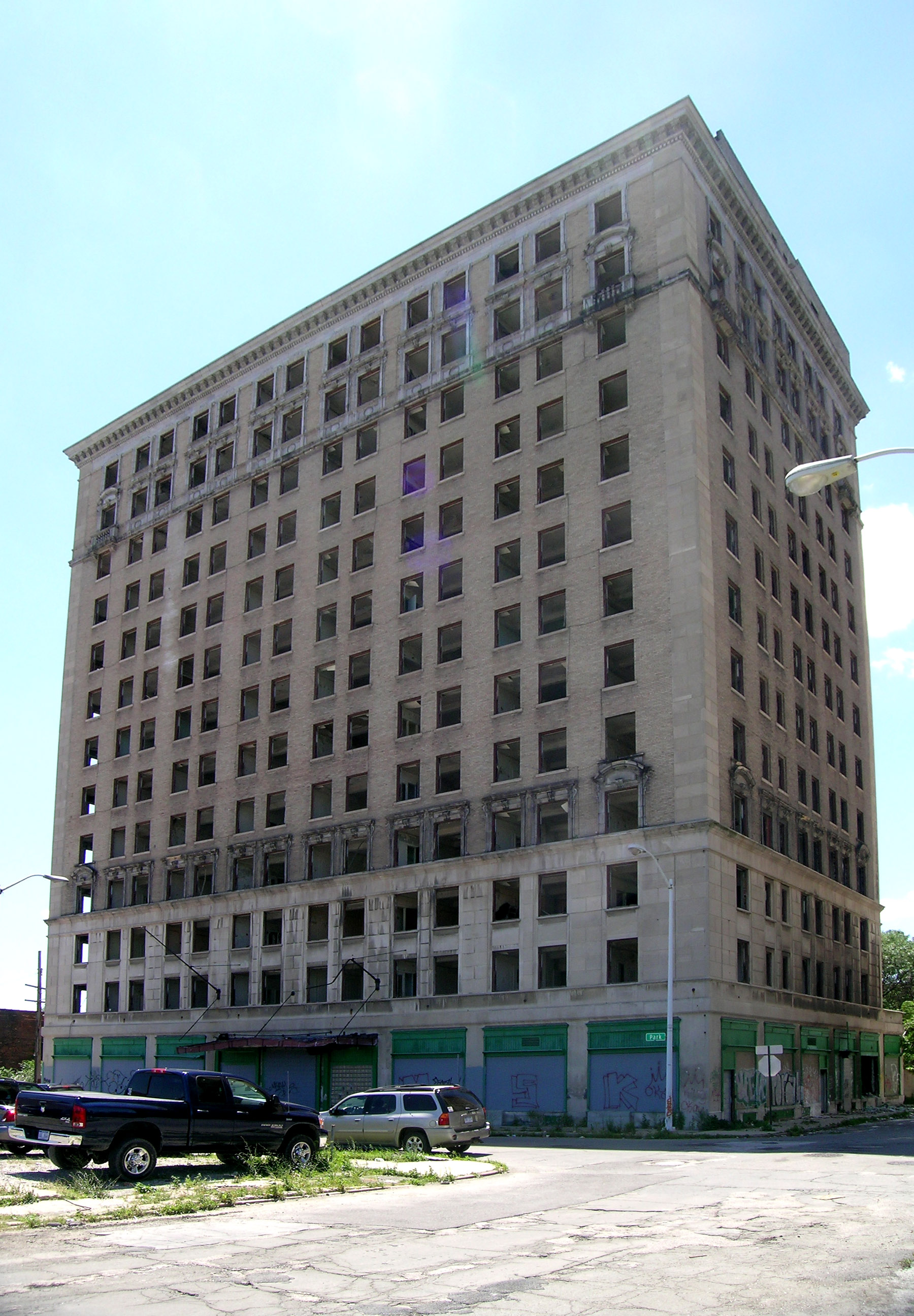
Le bâtiment du en en état de délabrement, 2008.

Un des premiers signes du déclin économique de la ville a lieu en 1958 avec la fermeture de l'usine automobile Packard. La même année à Détroit, deux autres constructeurs automobiles indépendants, Hudson et Kaiser-Frazer, ferment leurs portes. Depuis les années 1970, de nombreux centres commerciaux, bibliothèques, hôtels et banques du centre-ville sont désertés et laissés à l'abandon, laissant un paysage post-apocalyptique. De nombreux quartiers de la ville sont tombés en désuétude. Les commerces alimentaires ferment un à un laissant les habitants de ces quartiers dans des déserts alimentaires. Capitale américaine de la production automobile jusque dans les années 1970, la ville de Détroit est devenue le symbole de la déshérence urbaine. Détroit s'illustre également par son taux de criminalité record, la classant comme la ville la plus dangereuse des États-Unis et parmi les dix premières au monde pour le taux d'homicide (43,7 crimes pour 100 000 habitants par an).
Tandis que la population blanche de la ville commence à diminuer à partir de 1950, la ville continue d'attirer une population noire pauvre du Sud pour occuper les emplois créés par l'industrie automobile. Ceci divise la population de Détroit en communautés cohabitant difficilement à l'époque de la ségrégation raciale. Le 23 juillet 1967, des émeutes éclatèrent dans le nord-ouest de la ville. Ce sont les émeutes les plus sanglantes et les plus destructrices de l'histoire des États-Unis, avec 43 morts, 467 blessés et plus de 2 000 bâtiments détruits. Les victimes ont pour la plupart été abattues par la police, la garde nationale et l'armée.
La réputation de la ville s'en est ressentie et la population blanche quitte massivement la ville au début des années 1970, les Afro-Américains constituent désormais la majorité de la population et en 1973, le premier maire noir de la ville, Coleman Young, est élu. Young, membre de la gauche du Parti démocrate, est un homme controversé. Tandis qu'il est apprécié d'une grande partie des habitants noirs de la ville, il est impopulaire parmi les blancs et les hommes d'affaires. La tendance démographique et le déclin économique de la ville continuent sous son mandat, qui s'achève en 1993.
Passant de 1,5 million d'habitants en 1970 à 713 000 habitants en 2010 selon le Bureau du recensement des États-Unis, Détroit, l'ancienne capitale de l’industrie automobile, est devenue aujourd'hui la capitale des « shrinking cities » ("ville en déclins").

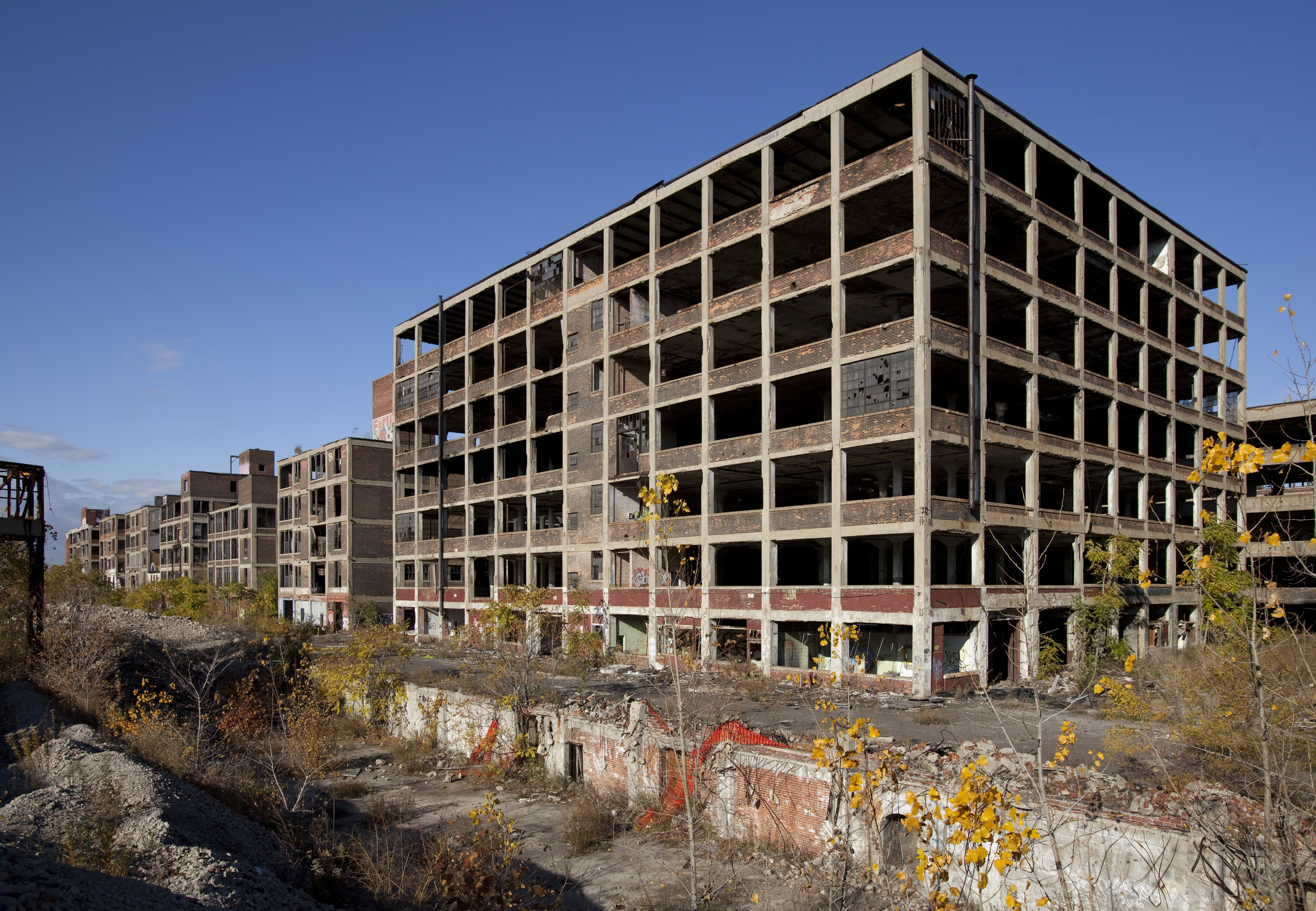
Friche industrielle de l'usine automobile Packard, 2009.

En mars 2013, le gouverneur de l'État du Michigan, Rick Snyder, entame une procédure de mise sous tutelle de la ville qui fait face à un passif de plus de 14 milliards de dollars américains. Le 18 juillet 2013, la ville de Détroit se déclare en faillite alors que sa dette atteint 18,5 milliards de dollars. En septembre 2013, la Maison-Blanche offre 320 millions de dollars à la ville pour qu'elle puisse détruire ou réparer les maisons abandonnées et améliorer son réseau de transport public.
En décembre 2014, la ville connaît une grave panne d'électricité montrant la vétusté des infrastructures.

#### Réorganisation autonome des habitants
Aujourd'hui, la ville tente de conjurer ce déclin. Ainsi montre-t-elle certains signes de renaissance dans quelques quartiers, notamment dans le centre-ville et le long de la rivière, et les relations avec le milieu des affaires sont rétablies. Néanmoins, la population municipale continue sa chute : Détroit a perdu un quart de ses habitants entre 2000 et 2010. Cependant, depuis 2014, la ville commence à « renaître », et son centre-ville attire de nombreuses entreprises, les chantiers se multiplient (tramway, stade…) et de nouveaux habitants s'y installent[réf. nécessaire].
Le mouvement Farm-A-Lot lancé dans les années 1970 se poursuit cependant, et « L'agriculture urbaine permet d’offrir une nourriture plus saine aux habitants, notamment à l'Eastern Market, un grand marché couvert qui écoule les produits « Grown in Detroit », ou via le camion Peaches and Greens qui sillonne les quartiers pour distribuer fruits et légumes produits localement ». En 2010, Michelle Obama en personne a visité le fameux truck lors de sa tournée nationale de lutte contre l'obésité.
D'autre part, des mouvements autonomes d'autogestion, reprenant en grande partie le mouvement des Piqueteros, en Argentine, dans les années 1990, apparaissent à la suite de la crise économique. Leur mode de vie est basé sur :
- Le « Do it ourselves » (« faisons-le nous-mêmes » en anglais), reprenant le mouvement international du « Do it yourself » (« fais-le toi-même » en anglais), dont l'un des grands principes est la réappropriation de la production par des moyens simples, permettant de s'affranchir des industriels ayant délocalisé.
- La consommation collaborative: jardins communautaires improvisés, entraide collaborative pour l'isolation des maisons, réutilisation des technologies pour la fabrication à la manière des fab lab et débrouille en tout genre.

## Géographie

### Topographie

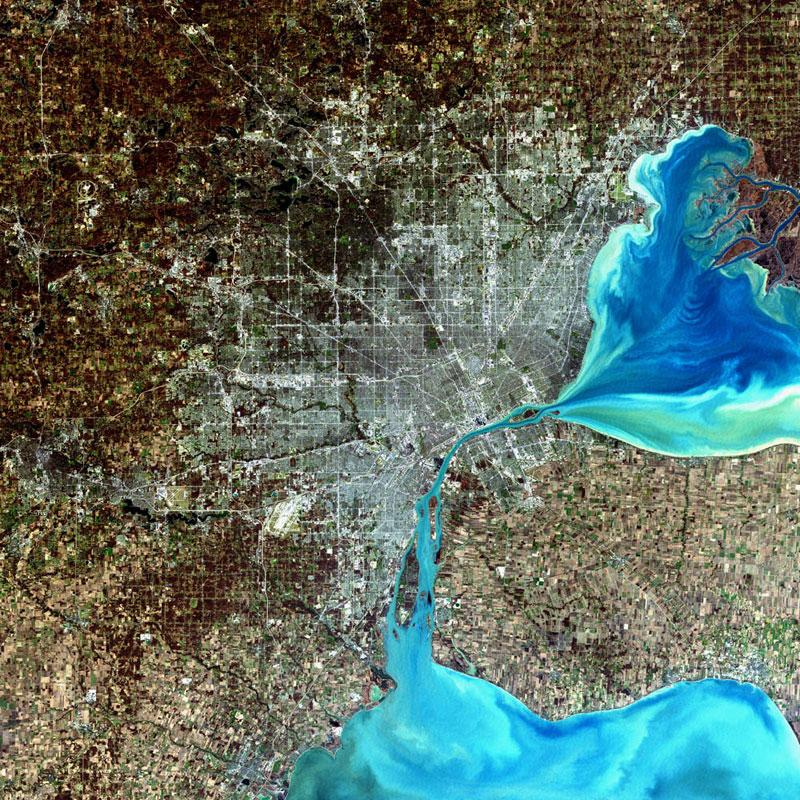
Image satellite de l'agglomération de Détroit.

Selon le Bureau du recensement des États-Unis, la superficie de la ville est de 370,2 km2, dont 10,8 km2 sont des surfaces lacustres ou fluviales. Le point le plus élevé de Détroit est au nord de la ville, à 204 mètres d'altitude. Le point le plus bas est au bord de la rivière Détroit, à 176 m d'altitude. Les villes d'Highland Park et Hamtramck sont complètement entourées par Détroit ; les cinq communautés favorisées de Grosse Pointe sont à l'est de la ville, sur la rive du lac Sainte-Claire. À l'ouest de Détroit se trouvent Redford Township et la ville de Dearborn. Au nord, la ville et les comtés d'Oakland et de Macomb sont séparées par l'Eight Mile Road, une ligne historique de la démarcation raciale. Alter Road sépare la ville et la banlieue de Grosse Pointe Park, et est aussi connue comme une ligne de partage ; certains des quartiers les plus pauvres de Détroit sont situées d'un côté alors que ceux de l'autre sont riches.
Trois systèmes routiers y sont enchevêtrés : le système original français, le système d'avenues radiales organisé par Woodward et le système Nord-Sud issu de l'ordonnance du Nord-Ouest.

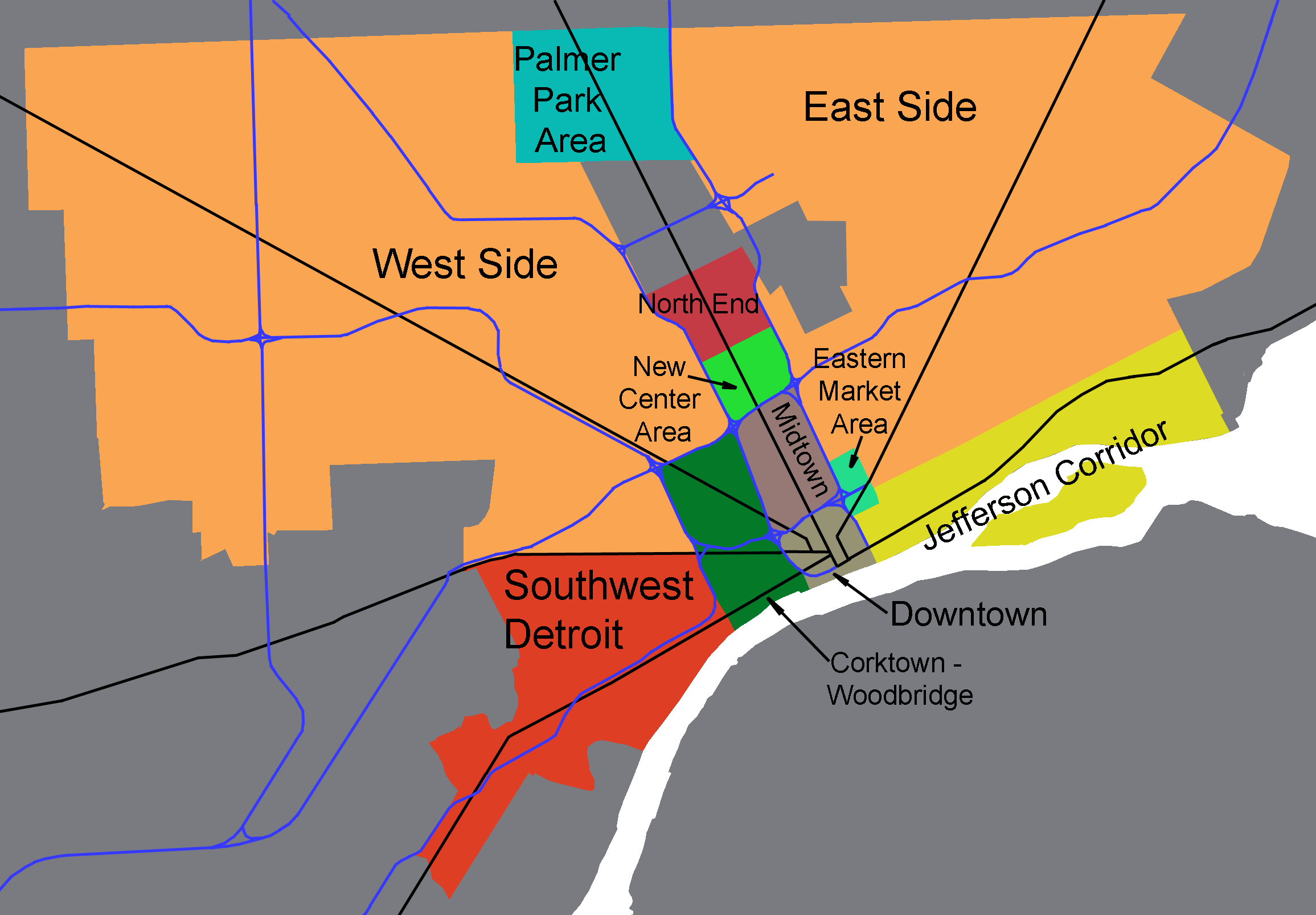
Carte du territoire de la ville de Détroit.

Détroit est située au nord de la ville de Windsor en Ontario. Elle est la seule ville majeure le long de la frontière entre le Canada et les États-Unis où l'on doive aller vers le sud afin d'entrer au Canada. La cité possède quatre passages de frontière : le pont Ambassadeur et le tunnel de Détroit-Windsor, pour le trafic routier ; le tunnel Michigan Central Railway, pour le chemin de fer et le Détroit-Windsor Truck Ferry, qui permet aux camions de traverser la rivière. La frontière Détroit-Windsor étant le point de passage entre les États-Unis et le Canada le plus emprunté, la construction d'un deuxième pont routier est à l'étude. La ville est à mi-chemin entre Chicago et Toronto.

### Climat
Détroit a un climat continental, qui est influencé par les Grands Lacs. Les hivers sont généralement froids, avec les températures minimales pouvant descendre sous −10 °C, alors que les étés peuvent être chauds et humides, avec les températures qui souvent excèdent 32 °C. Les précipitations mensuelles varient entre 40 et 100 millimètres selon le mois de l'année, l'été étant la saison la plus arrosée. Les chutes de neige se produisent typiquement de novembre à début avril. Leur hauteur est comprise en moyenne entre 3 et 25 centimètres par mois.
| Mois                                | jan. | fév. | mars | avril | mai  | juin | jui. | août | sep. | oct. | nov. | déc. | année |
| ----------------------------------- | ---- | ---- | ---- | ----- | ---- | ---- | ---- | ---- | ---- | ---- | ---- | ---- | ----- |
| Température minimale moyenne (°C)   | −9,1 | −8   | −2,8 | 2,7   | 8,4  | 13,5 | 16,3 | 15,3 | 11,4 | 4,9  | 0,1  | −5,9 | 3,9   |
| Température moyenne (°C)            | −5,1 | −3,7 | 2,1  | 8,5   | 14,7 | 19,8 | 22,4 | 21,4 | 17,3 | 10,7 | 4,6  | −2,1 | 9,2   |
| Température maximale moyenne (°C)   | −0,9 | 0,7  | 6,9  | 14,3  | 20,9 | 26,1 | 28,5 | 27,4 | 23,3 | 16,4 | 8,9  | 1,8  | 14,5  |
| Précipitations (mm)                 | 44,7 | 44,2 | 64,8 | 74,9  | 74,2 | 91,7 | 80,8 | 87,1 | 73,4 | 53,3 | 67,8 | 71,6 | 828,5 |
| Nombre de jours avec précipitations | 7,7  | 7,3  | 9,4  | 9,6   | 8,3  | 8,5  | 7,7  | 7,3  | 7,8  | 7    | 8,6  | 9,9  |       |

## Population

### Évolution et répartition
Au cours du XIXe siècle, la population de Détroit croît rapidement. La ville n'est cependant pas l'une des plus grandes du pays ; elle reste beaucoup plus petite que les villes de New York et Chicago. Cependant lors de la première moitié du XXe siècle, la population s'accroit de manière soutenue, surtout du fait du développement de l'industrie automobile, grâce à l'immigration européenne et aussi à la migration des populations (blanches et noires) du Sud des États-Unis. En 1930, Détroit est ainsi devenue la quatrième ville du pays après New York, Chicago et Philadelphie. En 1950, la population de la ville atteint son maximum, avec 1 849 568 habitants.
Au cours de la deuxième moitié du XXe siècle, la ville connait une évolution exactement inverse : entre 1950 et 2000, Détroit perd plus d'un million d'habitants, passant de 1 849 568 habitants en 1950 à 689 000 habitants en 2013. En effet, dès les années 1950 le centre-ville est délaissé par les habitants au bénéfice de la périphérie où sont délocalisées les entreprises. En termes démographiques, cela se traduit par une perte de population à l’échelle de la ville. Le comté de Wayne quant à lui continue de gagner des habitants. On observe un tassement à partir des années 1970 où la ville cesse de gagner des habitants contrairement aux autres aires urbaines américaines. À cela s’ajoute l’impossibilité, pour des milliers de particuliers ayant emprunté, de rembourser leur dette en raison de la hausse des intérêts de leur prêt : selon la municipalité, 67 000 habitations auraient été saisies en trois ans. Malgré la politique de revitalisation de certains quartiers et la gentrification en cours, la tendance à la baisse continue à un rythme élevé : - 25 % entre 2000 et 2010.
Selon le recensement fédéral de 2020, Détroit est la 27e plus grande ville des États-Unis.

### Caractéristiques ethniques et sociales
| Groupe            | Détroit | Michigan | États-Unis |
| ----------------- | ------- | -------- | ---------- |
| Afro-Américains   | 82,7    | 14,2     | 12,6       |
| Euro-Américains   | 3,8     | 74,6     | 55,7       |
| Latino-Américains | 6,8     | 4,4      | 16,7       |
| Autres            | 3,0     | 1,5      | 6,4        |
| Métis             | 2,2     | 2,3      | 2,9        |
| Asiatiques        | 1,1     | 2,4      | 4,8        |
| Amérindiens       | 0,4     | 0,6      | 0,9        |
| Total             | 100     | 100      | 100        |
|                   |         |          |            |

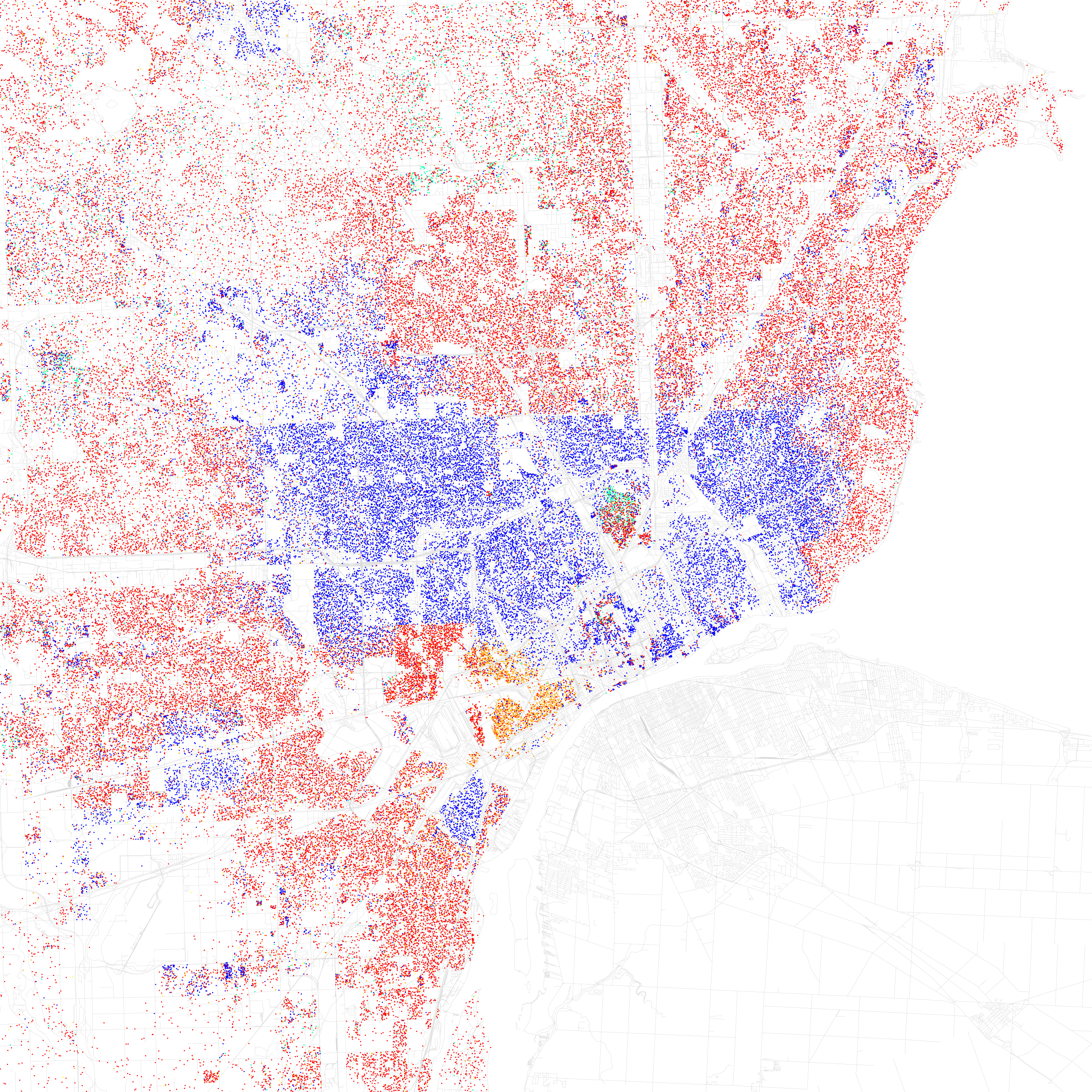
Distribution des groupes ethniques en 2010. Chaque point représente 25 personnes : Blancs non hispaniques, Noirs, Asiatiques, Latinos et Autres (jaune)

La répartition ethnique de la ville de Détroit se caractérise par une importante population afro-américaine, et une population blanche qui tend à diminuer ; la vaste majorité de la population blanche de la région métropolitaine vit dans la banlieue. En 2000, la population de la ville elle-même représentait 23 % de la population métropolitaine mais concentrait 75 % des Afro-Américains de l'agglomération.
Aujourd'hui les Afro-Américains forment une communauté très importante et en augmentation. Ce groupe se trouve dans tous les secteurs de la ville. La part des Euro-Américains est beaucoup plus faible que la moyenne nationale ; elle se concentre dans quelques quartiers du nord-ouest (comme Palmer Woods) et de l'est (Indian Village). La proportion des Latinos est plus faible que dans le reste du pays, mais leur effectif augmente. Cette population se concentre au sud-ouest de la ville, notamment dans le quartier de Mexicantown.
Selon l'American Community Survey, pour la période 2011-2015, 89,55 % de la population âgée de plus de 5 ans déclare parler anglais à la maison, alors que 6,62 % déclare parler l'espagnol, 1,35 % l'arabe et 2,48 % une autre langue.
| Indicateur                             | Détroit  | États-Unis |
| -------------------------------------- | -------- | ---------- |
| Personnes de moins de 5 ans            | 7,2 %    | 6,1 %      |
| Personnes de moins de 18 ans           | 25,2 %   | 22,6 %     |
| Personnes de plus de 65 ans            | 12,6 %   | 15,6 %     |
| Femmes                                 | 52,7 %   | 50,8 %     |
| Personnes par foyer                    | 2,61     | 2,64       |
| Vétérans                               | 4,5 %    | 8,0 %      |
| Personnes nées étrangères à l'étranger | 5,5 %    | 13,2 %     |
| Personnes sans assurance maladie       | 16,4 %   | 10,2 %     |
| Personnes avec un handicap             | 16,3 %   | 8,6 %      |
| Revenus annuels                        | 15 562 $ | 29 829 $   |
| Personnes sous le seuil de pauvreté    | 39,4 %   | 12,3 %     |
| Diplômés du lycée                      | 79,0 %   | 87,0 %     |
| Diplômés de l'université               | 13,8 %   | 30,3 %     |

## Économie

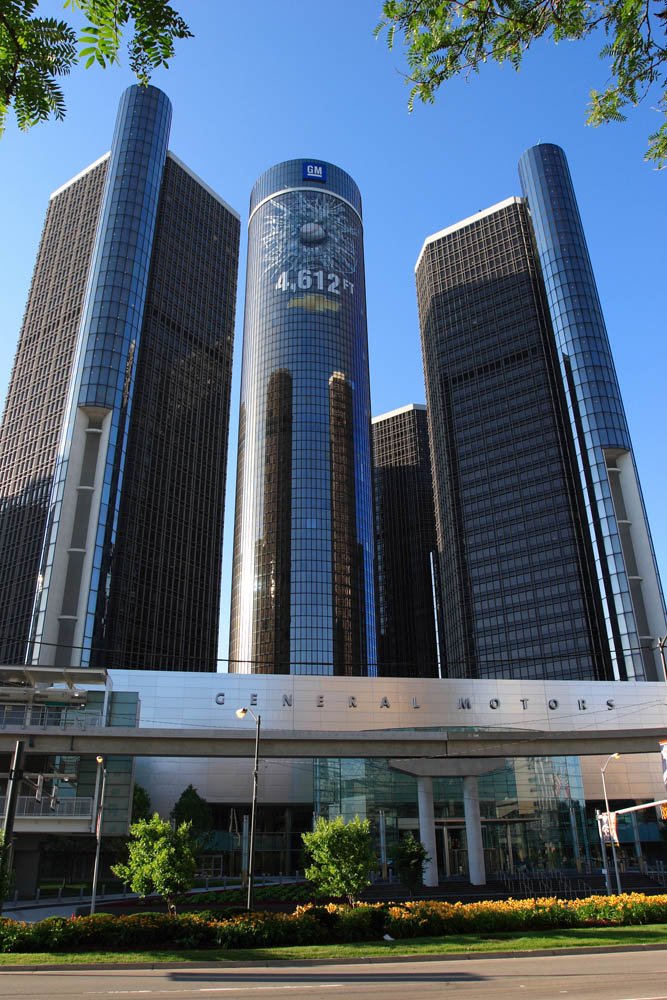
Renaissance Center, siège social mondial de General Motors.

### Industries
Détroit est la capitale de l'automobile américaine : les trois grandes firmes américaines (General Motors, Ford et Chrysler) y sont implantées. Le secteur automobile est représenté aussi par des entreprises françaises comme Renault, PSA, Michelin, Plastic Omnium, Faurecia et Valeo. Au total, les entreprises françaises y emploient 22 000 personnes selon le Figaro, édition du 1er juillet 2005.

### Une ville en faillite
En 2013, la ville de Détroit est dans une situation de faillite économique,,,, doublée d’une désertification industrielle et d’une chute démographique.
Au niveau industriel, les trois grands constructeurs automobiles implantés à Détroit (General Motors, Ford et Chrysler), en plus d’une délocalisation de leur production depuis 1950, connaissent une crise sans précédent : en tout, ce sont 400 000 emplois qui ont été perdus depuis 2008. Dans certains quartiers, le taux de chômage à Détroit atteint ainsi les 50 %.
En 2013, avec une dette de 18,5 milliards, la ville demande sa mise en faillite.

## Voies de communication et transports

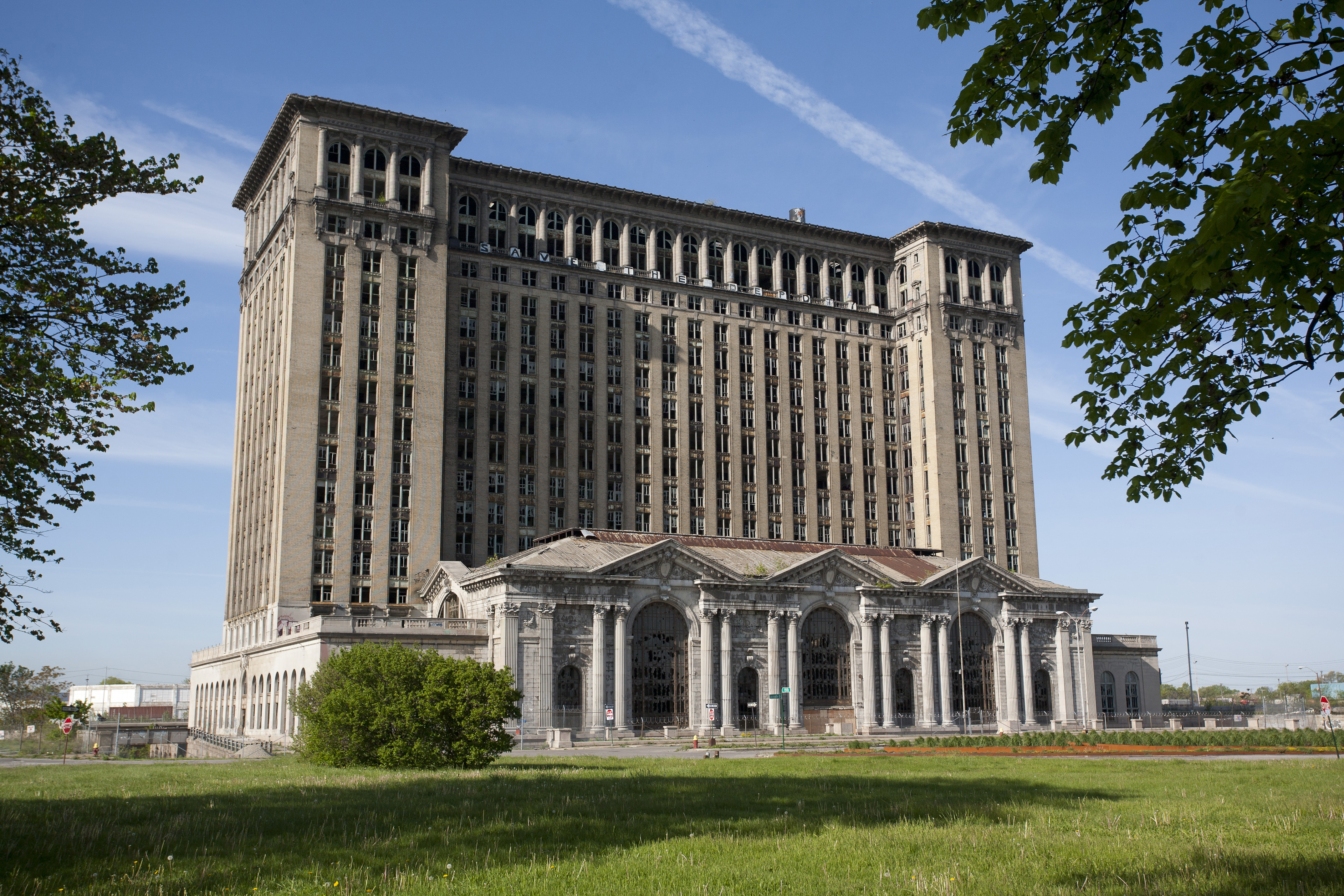
La gare Michigan Central Station, inaugurée en 1913 et désaffectée depuis 1988.

La proximité de Détroit avec le Canada et son rôle industriel en ont fait un centre important bien relié par les réseaux de transport. Ceux-ci consistent en plusieurs autoroutes majeures, l'Interstate 94, l'Interstate 96, l'Interstate 75, l'Interstate 696, l'Interstate 275 et l'Interstate 375 en des connexions ferroviaires (bien que la grande gare voyageur de Michigan Central Station soit fermée depuis 1988) et en un aéroport important : l'aéroport métropolitain de Détroit.
Le transport dans la région métropolitaine de Détroit est assurée par un système complet de services de transit, les aéroports et un réseau avancé d'autoroutes qui relient la ville et la région. Le Michigan Department of Transportation (MDOT) administre le réseau régional de routes principales et autoroutes.
Au niveau du transport en commun, la ville est dirigée par Detroit Department of Transportation (en) (DOT) et ses banlieues par la Suburban Mobility Authority for Regional Transportation (en) (SMART). La ville dispose d'un transport hectométrique, le Detroit People Mover, ainsi que d'une ligne de tramway, la Qline, ouverte depuis le 12 mai 2017.

## Architecture et urbanisme
Durant les années fastes d'avant la Seconde Guerre mondiale, un certain nombre de gratte-ciel de style Art déco ont été construits.
Avec son agglomération Detroit compte en 2014, 33 immeubles d'au moins 100 mètres de hauteur.
Durant les années 1970 a été construit le Renaissance Center qui comprend l'immeuble le plus haut de la ville.
Du fait de la baisse du nombre d'habitants beaucoup de maisons ont été rasées. Detroit est une des villes des États-Unis où l'immobilier est le moins cher[réf. nécessaire].
Des touristes viennent à Détroit pour pratiquer l'exploration urbaine dans les ruines, en particulier depuis la faillite en 2013.

### Patrimoine religieux
- Église catholique
  - Archidiocèse de Détroit

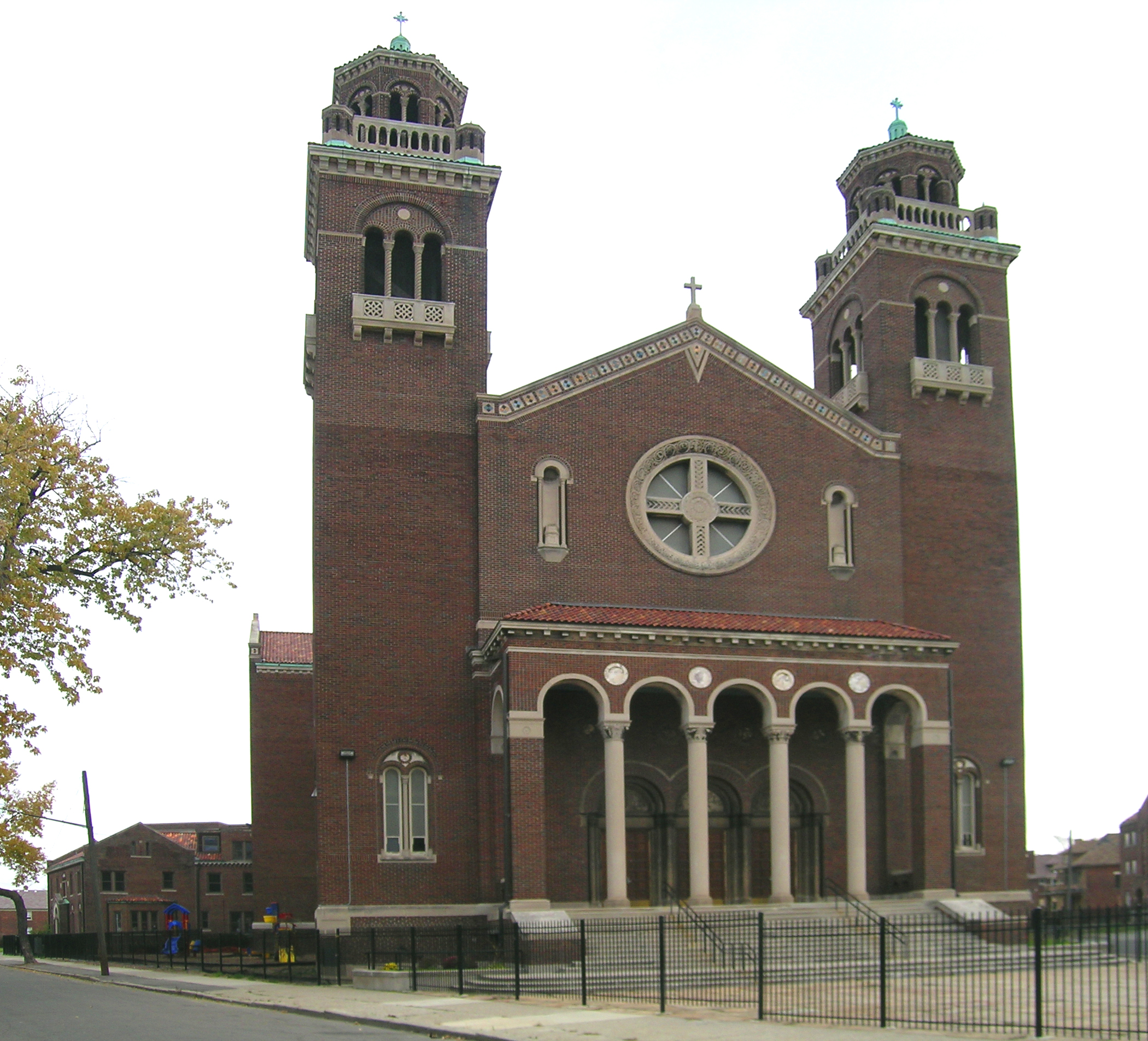
Façade de l'église Sainte-Thérèse-d'Avila.

  - Liste des évêques et archevêques de Détroit
  - Cathédrale du Très-Saint-Sacrement de Détroit
  - Église Sainte-Anne
  - Église de l'Assomption-de-la-Bienheureuse-Vierge-Marie de Détroit (pèlerinage marial)
  - Église Saint-Charles-Borromée
  - Église Saint-Josaphat
  - Église Saint-Joseph
  - Église Sainte-Marie
  - Église Notre-Dame-du-Rosaire de Détroit
  - Église Sainte-Thérèse-d'Avila
- Église catholique chaldéenne
  - Éparchie Saint-Thomas l'Apôtre de Détroit des Chaldéens

### Vitres de Détroit

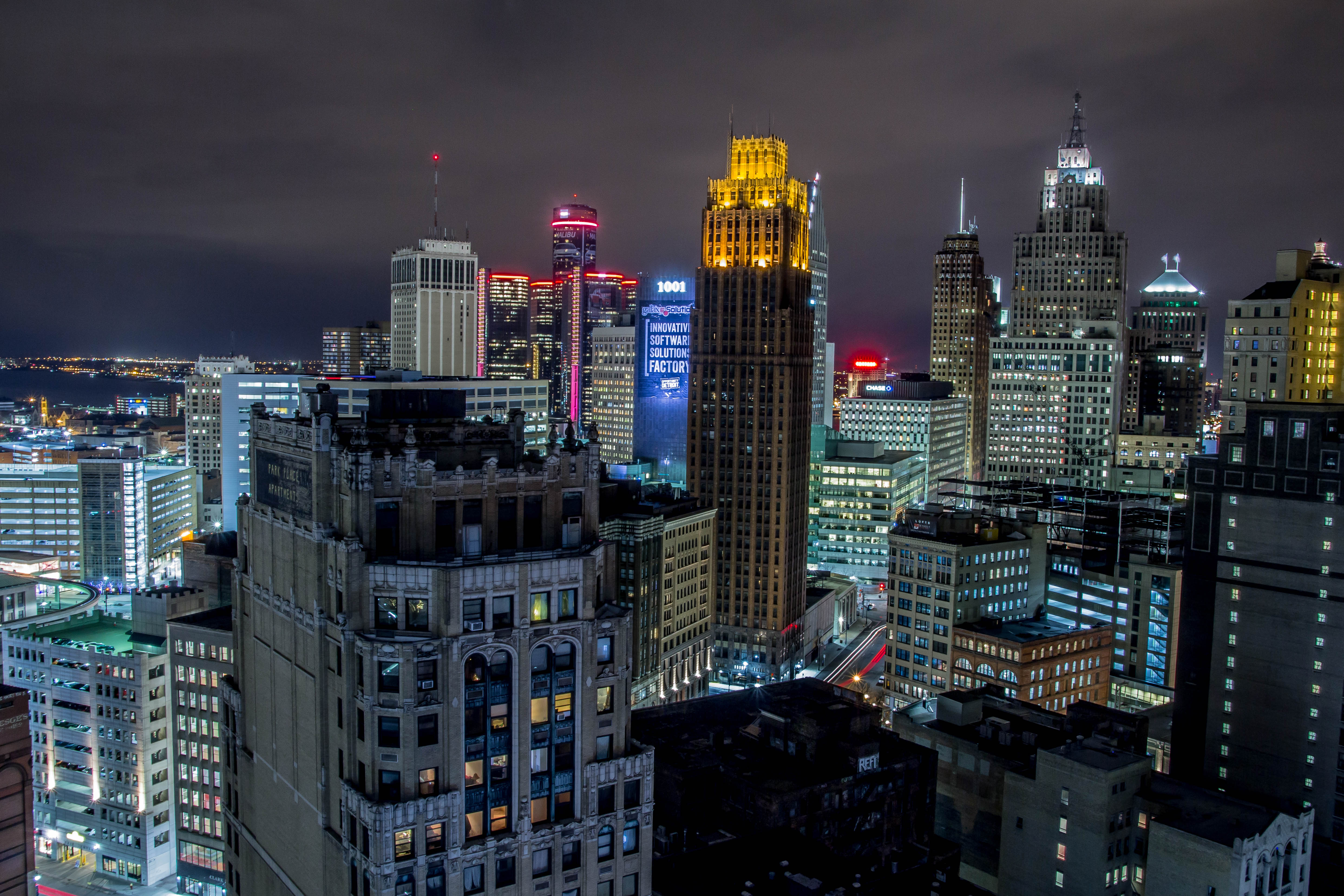
Centre-ville de Détroit.

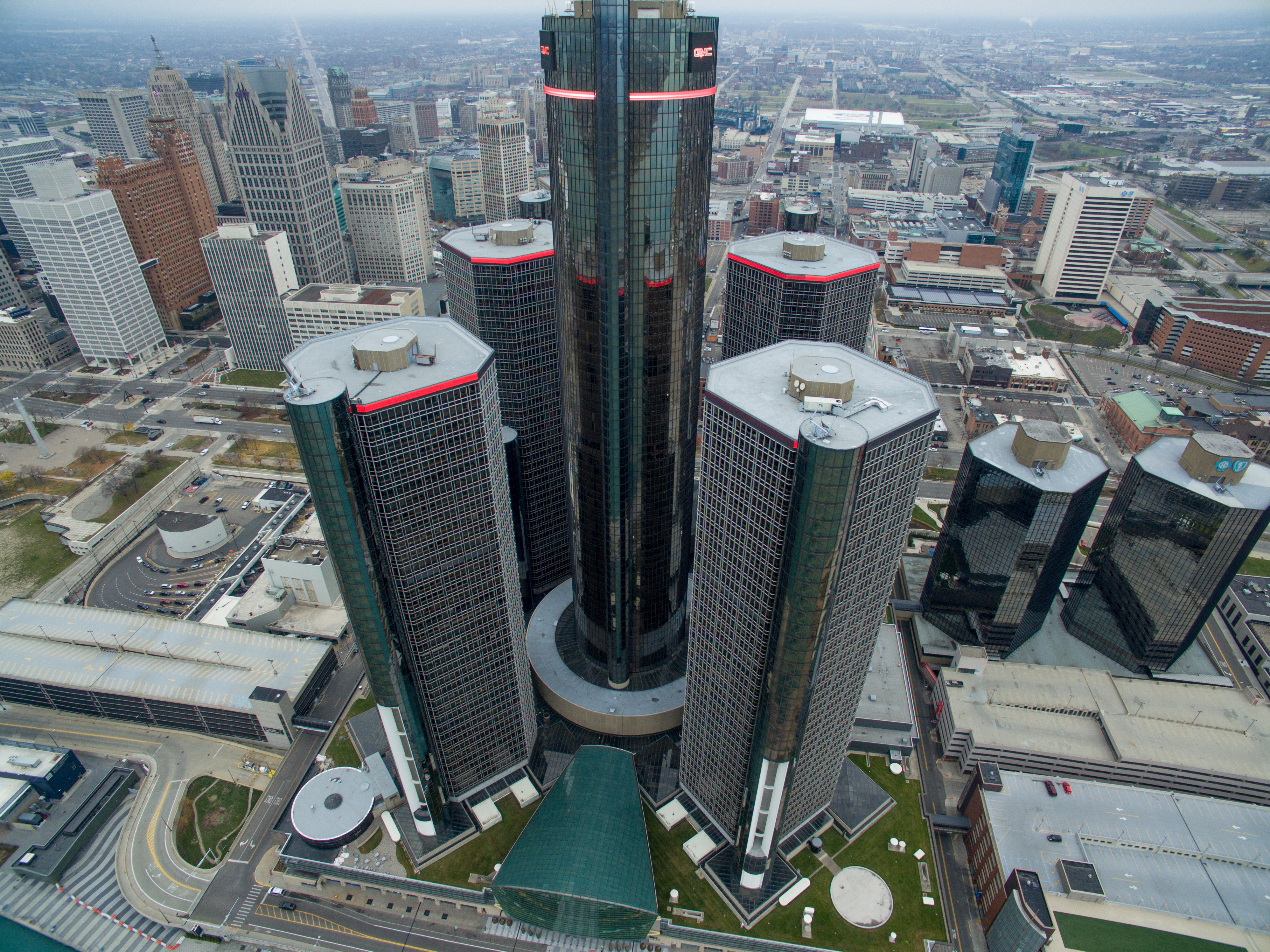
Le Renaissance Center.

Des chercheurs du Georgia Institute of Technology ont mené une étude sur le nombre moyen de vitres dans le champ de vision d'un habitant, pour les 15 plus grandes villes des États-Unis. Et si l'on compte l'agglomération, c'est Détroit qui arrive largement en tête, avec 3 200 vitres en moyenne dans le champ de vision d'un habitant. Loin devant l'agglomération de Chicago (1 200) et l'immense agglomération de New York (moins de 1 000).
Pour Détroit, ce résultat s'explique par le fait que 3 des 7 hautes tours de General Motors donnent directement sur un environnement urbain aplati par les nombreux parkings, ce qui fait que la vision d'un citadin, même banlieusard, peut toujours s'épanouir sur ces 3 tours. Et dans une moindre mesure par le fait que certains bâtiments de banlieue sont relativement hauts ; on compte 5 gratte-ciel mesurant plus de 100 mètres dans la région « Metro Detroit ». Les habitants qui regardent ailleurs qu'au centre-ville n'abaissent donc pas la moyenne, ou très peu, alors qu'ils l'abaissent fortement à Chicago ou à New York. Pour résumer simplement, Détroit est une ville dont la hauteur des bâtiments est très variable : une tour de 73 étages, un parking, un immeuble de 7 étages, un parking, une tour de 25 étages, un parking, etc., ce qui laisse de nombreux trous, et donc de nombreuses vitres, au loin, dans le champ de vision.
Selon les sociologues, les 3 000 miroirs de ce formidable léviathan jouent le rôle de « social hammer », qu'on pourrait traduire par « enclume sociale ». La pression exercée par ces 3 000 regards potentiels, à chaque seconde, est trois fois plus forte que partout ailleurs aux États-Unis, et en moyenne 15 fois plus forte qu'en Europe[réf. nécessaire].

## Culture
Sur le plan musical, Détroit a abrité le siège de la Motown (compagnie discographique consacrée à la musique soul) qui y possède son propre musée (Motown Museum) ; elle a été le berceau de plusieurs styles musicaux, comme le punk et la techno et a vu débuter de nombreux artistes tels Iggy Pop, Kid Rock, Martha and the Vandellas, Eminem, Insane Clown Posse, Smokey Robinson, Roland Hanna, Diana Ross, Marvin Gaye, Stevie Wonder, The Temptations, MC5, The Stooges et The Supremes, The Marvelettes, Aaliyah, The Jackson Five, Mary Wells, The Four Tops, J Dilla, Mike Banks, Juan Atkins, Derrick May, Kevin Saunderson, Jeff Mills, D12, Obie Trice, The White Stripes, Mike Posner, Sixto Rodriguez, Walls of Jericho, Proof, Royce da 5'9'', Xzibit, Bizarre, Trick-Trick, Kuniva, Bugz, Swifty McVay, Mr. Porter, Eye-Kyu…
Détroit possède également un remarquable orchestre symphonique, autrefois dirigé par Paul Paray et Antal Doráti notamment.

### Musées
- Charles H. Wright Museum of African American History (en)
- Detroit Historical Museum (en)
- Detroit Institute of Arts (DIA) possède des collections particulièrement prestigieuses dans le domaine des arts anciens français et européens, du Moyen Âge au XIXe siècle, ainsi qu'en art moderne en général.
- Detroit Science Center (en)
- Motown Historical Museum
- Usine Ford de l'avenue Piquette

### Médias
- Deux principaux journaux :
  - The Detroit News
  - Detroit Free Press
- Magazine d’informations :
  - The Metro Times
  - Crain's Detroit Business
  - Michigan Chronicle
  - Michigan Citizen
  - Hour Detroit
  - Detroit Home
  - DBusiness
- Radio :
  - WDET (radio du service public)

## Sports

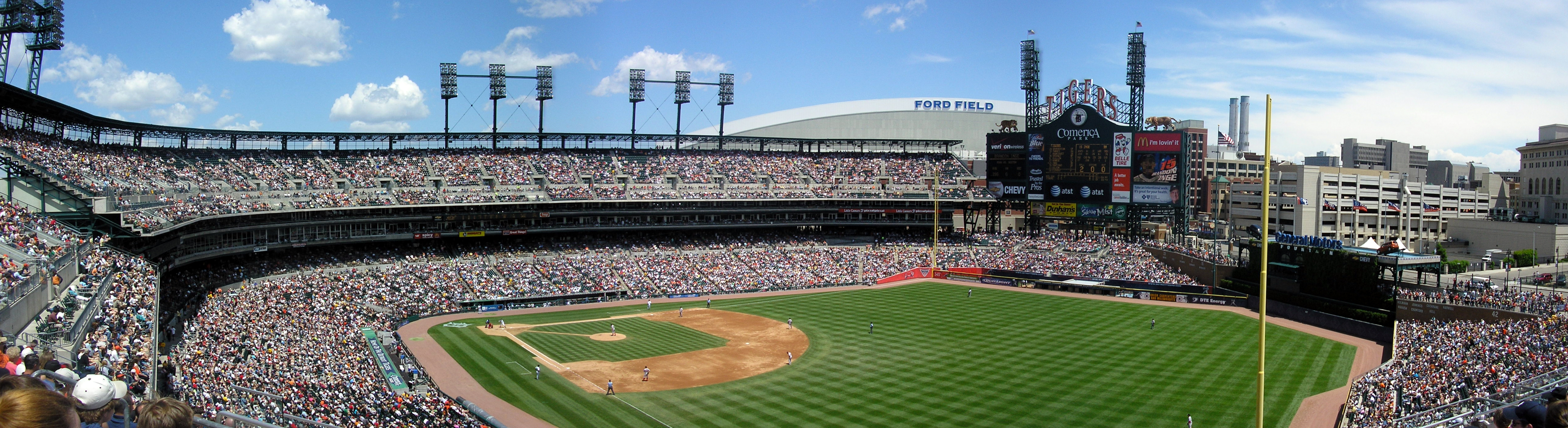
Le Comerica Park.

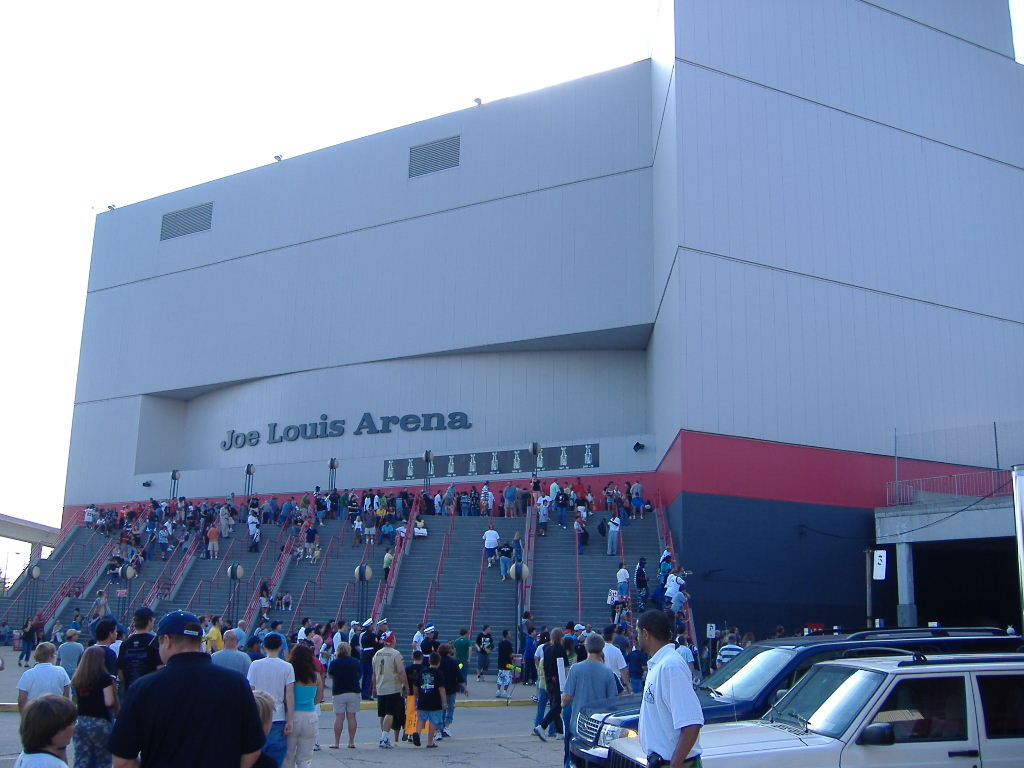
Le Joe Louis Arena.

| Équipe               | Ligue                    | Stade                | Création | Titres |
| -------------------- | ------------------------ | -------------------- | -------- | ------ |
| Red Wings de Détroit | NHL (hockey sur glace)   | Little Caesars Arena | 1926     | 11     |
| Tigers de Détroit    | MLB (baseball)           | Comerica Park        | 1894     | 4      |
| Lions de Détroit     | NFL (football américain) | Ford Field           | 1930     | 4      |
| Pistons de Détroit   | NBA (basket-ball)        | Little Caesars Arena | 1941     | 3      |

## Personnages célèbres liés, nés ou morts à Détroit

### Musique
- Berry Gordy qui créa la Motown (compagnie de disques) à Détroit en janvier 1959
- Aretha Franklin, chanteuse, née le 25 mars 1942 à Memphis. Elle vit à Détroit de 5 ans à 20 ans. Elle revient vivre dans la banlieue de Détroit à Bloomfield Hills en 1979 pour s'occuper de son père malade le pasteur Clarence LaVaughn Franklin. Elle meurt à Détroit le 16 août 2018.
- Erma Franklin, chanteuse et sœur d'Aretha Franklin. Elle meurt à Détroit le 7 septembre 2002 à 64 ans.
- Big Sean, rappeur, né le 25 mars 1988 à Santa Monica, il déménage à Détroit durant son enfance.
- Sixto Rodriguez (aussi connu sous le nom de Rodriguez) est un musicien folk américain, né le 10 juillet 1942
- Madonna, chanteuse, actrice, réalisatrice et femme d'affaires, née le 16 août 1958 à Bay City. Elle a vécu son enfance et son adolescence en banlieue de Détroit (Rochester Hills) avant de partir pour New York.
- Eminem, rappeur, acteur, auteur, et créateur du label Shady Records, producteur et membre de D12 et Bad Meets Evil y a vécu son enfance et son adolescence et vit maintenant dans sa banlieue.
- Insane Clown Posse, duo de rappeurs (et acteurs), créateurs du label Psychopathic Records produisant Twiztid, Blaze Ya Dead Homie, Dark Lotus, Anybody Killa et Boondox. Le duo a grandi et vit toujours à Détroit.
- Martha Reeves, chanteuse de soul, née le 18 juillet 1941 et leader de Martha and the Vandellas
- Paul Rosenberg, manager d'Eminem
- Jackie Wilson, chanteur de musique soul, né le 9 juin 1934
- Marvin Gaye, chanteur-auteur-compositeur, né le 2 avril 1939 à Washington D.C. il a vécu à Détroit
- Bob Seger, chanteur et musicien de rock 'n' roll, né le 6 mai 1945
- Smokey Robinson
- The Miracles
- The Temptations
- The Supremes, Diana Ross, Mary Wilson and Florence Ballard.
- Alice Cooper, chanteur et musicien de hard rock, né le 4 février 1948
- Xzibit, rappeur, né le 8 janvier 1974
- The Four Tops
- Meg White, musicienne et choriste du groupe The White Stripes, née le 10 décembre 1974
- Mary Wells
- Jack White, musicien et chanteur du groupe The White Stripes, né le 9 juillet 1975
- Stevie Wonder
- Derrick May, DJ, producteur et un des trois fondateurs de la musique techno, né le 6 avril 1963
- The Marvelettes
- Juan Atkins, DJ, producteur et un des trois fondateurs de la musique techno, né le 9 décembre 1962
- Kevin Saunderson, DJ, producteur et un des trois fondateurs de la musique techno, né le 9 mai 1964
- Jeff Mills, DJ, producteur de musique techno, né le 18 juin 1963
- Carl Craig, DJ, producteur de musique techno, né le 22 mai 1969
- Proof, rappeur, membre et cofondateur du groupe D12 et ami intime d'Eminem, mort à la suite d'une fusillade dans un bar de Détroit situé sur la célèbre 8 Mile road
- Bugz, rappeur et aussi membre du groupe D12 comprenant Eminem, mort à la suite de coups de feu à Détroit
- J Dilla, rappeur et producteur américain
- Sufjan Stevens, chanteur et musicien folk
- Ted Nugent, guitariste et guitar hero de hard rock né le 13 décembre 1948
- Chubby Newsome, chanteuse de rhythm and blues né à Détroit
- MC5
- Aaliyah, chanteuse, danseuse, actrice et mannequin née le 16 janvier 1979 à New York, elle déménage à Détroit durant son enfance
- Royce da 5'9", rappeur américain, notamment membre du duo Bad Meets Evil avec Eminem
- Danny Brown, rappeur américain
- Trick-Trick, rappeur américain
- DeJ Loaf, chanteuse et rappeuse américaine
- Tee Grizzley, rappeur américain
- Queen Naija, chanteuse américaine née à Détroit

### Sport
- Joe Louis, boxeur détenant le plus long règne en tant que champion du monde de boxe poids lourds. Il a vécu son adolescence ainsi qu'une grande partie de sa vie à Détroit. Le Monument to Joe Louis (en) a été érigé en son honneur proche de Hart Plaza en 1986.
- Sugar Ray Robinson, boxeur, né 3 mai 1921.
- Eddie Futch entraîneur de boxe qui était basé à Detroit
- Emanuel Steward Entraîneur de boxe qui a été à la tête du Kronk Gym
- James Gardiner (1930-2016), rameur d'aviron.
- Louis Chevrolet, mécanicien, coureur automobile et fondateur de la marque Chevrolet, mort le 6 juin 1941.
- John Vanbiesbrouck, joueur de hockey retraité, né 4 septembre 1963.
- Kevin Nash, catcheur, né le 9 juillet 1959.
- George Gervin, joueur de basket-ball, né le 27 avril 1952.
- Corina Morariu, joueuse de tennis, née le 26 janvier 1978.
- Chris Webber, joueur de basket-ball, né le 1er mars 1973.
- Sabu, catcheur né le 12 décembre 1964.
- Chris Sabin, catcheur, né le 4 février 1982.
- Alex Shelley, catcheur, né le 23 mai 1983.
- Rhino, catcheur né le 7 octobre 1975.
- Mark Howe, joueur canado-américain de hockey retraité (fils du célèbre joueur de hockey Gordon Howe), né le 28 mai 1955.

### Cinéma
- Kim Hunter, actrice, née le 12 novembre 1922.
- George Peppard, (1928-1994) acteur connu surtout pour le rôle de John « Hannibal » Smith dans L'Agence tous risques
- Robert Wagner, acteur, né le 10 février 1930
- Della Reese, actrice, née le 6 juillet 1931
- Martin Milner, acteur, né le 28 décembre 1931
- Francis Ford Coppola, réalisateur, né le 7 avril 1939
- Lily Tomlin, actrice, productrice et scénariste, née le 1er septembre 1939
- Tom Selleck, acteur, né le 29 janvier 1945
- Jerry Bruckheimer, producteur de films et de séries, né le 21 septembre 1945
- Billy West, comédien et doubleur, né le 16 avril 1952
- Tom Hulce, acteur et producteur, né le 6 décembre 1953
- J. K. Simmons, acteur, né le 9 janvier 1955
- Tom Sizemore, acteur, né le 29 septembre 1961
- Kristen Bell, actrice.
- Ken Jeong, acteur, né le 13 juillet 1969.
- Michael Raymond-James, acteur, né le 24 décembre 1977

### Littérature
- Alice Emma Ives, dramaturge et journaliste, née en 1876.
- Collin Wilcox, auteur de romans policiers, né le 21 septembre 1924.
- Marcia Muller, auteur de romans policiers, née le 28 septembre 1944.
- Howard Buten, écrivain, psychologue et clown américain né en 1950.
- Elmore Leonard, auteur de romans policiers, mort le 20 août 2013.
- Colleen Gleason, écrivaine de romans fantastiques et de science-fiction.

### Divers
- Steve Ballmer, ancien CEO de Microsoft, né à Détroit le 28 mars 1956
- Harry Callahan (1912-1999), photographe, né à Détroit
- Charlie Hill (1951-2013), humoriste né le 6 juillet 1951
- Vendetta Mathea, chorégraphe franco-américaine, née à Détroit en 1953
- Rosa Parks, militante du mouvement afro-américain des droits civiques, morte à Détroit le 24 octobre 2005 (à 92 ans)
- Clarence LaVaughn Franklin, est pasteur de New Bethel Baptist Church à Détroit de 1946 jusqu'à sa retraite en 1979. Il est le père de la chanteuse Aretha Franklin. Il s'est impliqué dans le mouvement des droits civiques pour mettre un terme aux pratiques discriminatoires à l'encontre des membres noirs de United Auto Workers à Détroit. En 1979, il est victime à son domicile d'une tentative d'assassinat et meurt à Détroit le 27 juillet 1984 après 5 ans de coma.
- Paul Rebillot, psychologue humaniste, né à Détroit le 19 mai 1931
- Mitt Romney, homme d'affaires et politique américain sénateur des États-Unis pour l'Utah depuis 2019, né à Détroit le 12 mars 1947
- Yazep Sajytch, homme politique et commandant militaire biélorusse, président de la République populaire biélorusse, mort à Détroit le 19 novembre 2007 (à 90 ans)
- Jango Edwards, clown et comédie américain, né à Détroit le 15 avril 1950
- Gary Yourofsky, activiste américain pour les droits des animaux, né à Détroit le 19 août 1970
- Todd Webb (1905-2000), photographe, né à Détroit

## Jumelages
Détroit est jumelée avec :
- Dubaï (Émirats arabes unis) ;
- Kitwe (Zambie) ;
- Minsk (Biélorussie) ;
- Nassau (Bahamas) ;
- Toyota (Aichi) (Japon) ;
- Turin (Italie).

Détroit a également un rapport très étroit avec la ville voisine :
- Windsor (Ontario), Canada.

## Dans la fiction

### Films et séries
- Le film Detroit de Kathryn Bigelow relate les émeutes survenus à Détroit pendant l'été 1967
- Le film RoboCop se déroule à Détroit, dans un futur proche.
- La série Detroit 1-8-7 relate les tribulations quotidiennes de l'unité des homicides de Detroit.
- La série Touche pas à mes filles se déroule à Détroit.
- Lost River, le premier film de Ryan Gosling en tant que réalisateur, se déroule à Detroit.
- La première partie de True Romance se passe à Détroit.
- Le film The Crow se déroule à Détroit.
- La série Low Winter Sun se déroule à Détroit.
- Le film d'action Brick Mansions se déroule à Détroit.
- Le film 8 Mile se déroule à Détroit, en 1995.
- Le début de Le Flic de Beverly Hills 3 se déroule à Détroit.
- Une partie de l’épisode des Simpson, Fluctuat Homergitur, se déroule a Détroit.
- Le film Only Lovers Left Alive (2013) de Jim Jarmusch se déroule en partie dans la ville.
- Le film d'horreur Don't Breathe : La Maison des ténèbres se déroule à Detroit.
- Le film Scary Movie 4 (2006) de David Zucker où Detroit est montré sur un écran avant et après une attaque extraterrestre.
- Le film d’horreur It Follows sorti en 2014, se déroule à Détroit.
- La série Good Girls se déroule à Détroit et dans sa proche banlieue.

### Littérature
- Il était une ville de Thomas B. Reverdy se déroule à Détroit.
- Detroit, Dit-elle : Économies de la survie de Marianne Rubinstein se déroule à Détroit.
- Une majeure partie du roman Middlesex se déroule à Détroit, durant une période allant des années 1920 aux émeutes de 1967.
- Là où nous dansions de Judith Perrignon se déroule à Detroit.

### Jeux vidéo
- Une partie du jeu vidéo Deus Ex: Human Revolution se déroule à Détroit, en 2027.
- On peut aussi visiter une partie de la ville dans The Crew.
- Le jeu vidéo Detroit: Become Human, développé par Quantic Dream, projette la ville de Détroit dans une nouvelle ère de prospérité technologique et d'une révolution de robots humanoïdes (les androïdes).
- Détroit est l'une des trois villes explorables dans Midnight Club 3: DUB Edition.